# Un baiser volé
Pour les articles homonymes, voir Baiser volé (homonymie).
Chansons représentant le Luxembourg au Concours Eurovision de la chanson
Quand je te rêve
(1990) Sou fräi
(1992)
Un baiser volé est la chanson représentant le Luxembourg au Concours Eurovision de la chanson 1991. Elle est interprétée par Sarah Bray.

## Eurovision
Le radiodiffuseur luxembourgeois, RTL Télévision, choisit l'artiste et la chanson en interne pour représenter le Luxembourg au Concours Eurovision de la chanson 1991.
La face B est une version en anglais, One stolen kiss.
La chanson est la septième de la soirée, suivant Venedig im Regen interprétée par Thomas Forstner pour l'Autriche et précédant Fångad av en stormvind interprétée par Carola pour la Suède.
À la fin des votes, elle obtient 29 points et finit à la 14e place sur vingt-deux participants.

### Points attribués au Luxembourg
| 12 points  | 10 points            | 8 points                            | 7 points                       | 6 points |
| ---------- | -------------------- | ----------------------------------- | ------------------------------ | -------- |
|            |                      |                                     |                                |          |
| 5 points   | 4 points             | 3 points                            | 2 points                       | 1 point  |
| - Autriche | - Danemark - Islande | - Allemagne - Royaume-Uni - Turquie | - Belgique - Chypre - Portugal | - Suède  |